# Hockey Club Davos 2012-2013
Questa è la rosa della stagione 2012/2013 dell'Hockey Club Davos.

## Roster
| N. | Naz.                 | Ruolo | Nome               |
| -- | -------------------- | ----- | ------------------ |
| 30 | Svizzera (bandiera)  | P     | Leonardo Genoni    |
| 92 | Svizzera (bandiera)  | P     | Janick Schwendener |
| 2  | Svizzera (bandiera)  | D     | Santeri Alatalo    |
| 6  | Svizzera (bandiera)  | D     | Tim Ramholt        |
| 7  | Svizzera (bandiera)  | D     | Massimo Ronchetti  |
| 26 | Svizzera (bandiera)  | D     | René Back          |
| 27 | Svizzera (bandiera)  | D     | Samuel Guerra      |
| 29 | Svizzera (bandiera)  | D     | Beat Forster       |
| 32 | Svizzera (bandiera)  | D     | Noah Schneeberger  |
| 78 | Svizzera (bandiera)  | D     | Jan von Arx        |
| 91 | Svizzera (bandiera)  | D     | Robin Grossmann    |
| 97 | Svizzera (bandiera)  | D     | Mathias Joggi      |
| 15 | Svizzera (bandiera)  | A     | Gregory Hofmann    |
| 17 | Rep. Ceca (bandiera) | A     | Petr Taticek       |
| 18 | Svizzera (bandiera)  | A     | Grégory Sciaroni   |
| 20 | Rep. Ceca (bandiera) | A     | Radek Dvořák       |
| 21 | Svizzera (bandiera)  | A     | Janick Steinmann   |
| 22 | Svizzera (bandiera)  | A     | Lukas Sieber       |
| 24 | Rep. Ceca (bandiera) | A     | Josef Marha        |
| 37 | Rep. Ceca (bandiera) | A     | Petr Sýkora        |
| 40 | Svizzera (bandiera)  | A     | Jan Neuenschwander |
| 53 | Rep. Ceca (bandiera) | A     | Vojtech Polak      |
| 56 | Svizzera (bandiera)  | A     | Dino Wieser        |
| 68 | Svizzera (bandiera)  | A     | Sven Ryser         |
| 69 | Svizzera (bandiera)  | A     | Sandro Rizzi       |
| 70 | Svizzera (bandiera)  | A     | Enzo Corvi         |
| 71 | Svizzera (bandiera)  | A     | Devin Muller       |
| 81 | Svizzera (bandiera)  | A     | Patrick Schommer   |
| 83 | Svizzera (bandiera)  | A     | Reto von Arx       |
| 87 | Svizzera (bandiera)  | A     | Dario Bürgler      |
| 94 | Svizzera (bandiera)  | A     | Peter Guggisberg   |

- Allenatore:  Arno del Curto
- Ass.Allenatore:  Remo Gross